# Weilheim-Schongau
Weilheim-Schongau é um distrito da Alemanha, na região administrativa da Alta Baviera, estado de Baviera.

## Cidades e Municípios
| Cidades | Municípios | |
| --- | --- | --- |
| 1. Penzberg 2. Schongau 3. Weilheim in Oberbayern Cidades-mercado 1. Peißenberg 2. Peiting Verwaltungsgemeinschaften 1. Altenstadt 2. Bernbeuren 3. Habach 4. Huglfing 5. Rottenbuch 6. Seeshaupt 7. Steingaden | 1. Altenstadt 2. Antdorf 3. Bernbeuren 4. Bernried 5. Böbing 6. Burggen 7. Eberfing 8. Eglfing 9. Habach 10. Hohenfurch 11. Hohenpeißenberg 12. Huglfing 13. Iffeldorf 14. Ingenried 15. Oberhausen | 1. Obersöchering 2. Pähl 3. Polling 4. Prem 5. Raisting 6. Rottenbuch 7. Schwabbruck 8. Schwabsoien 9. Seeshaupt 10. Sindelsdorf 11. Steingaden 12. Wessobrunn 13. Wielenbach 14. Wildsteig |